# Cloniella praedatoria
Cloniella praedatoria is een rechtvleugelig insect uit de familie sabelsprinkhanen (Tettigoniidae). De wetenschappelijke naam van deze soort is voor het eerst geldig gepubliceerd in 1892 door Distant.
1. ↑  (en) Cloniella praedatoria op de IUCN Red List of Threatened Species.